# Siège de Jérusalem (1099)
Pour les articles homonymes, voir Siège de Jérusalem.
Première croisade
Batailles
- Xerigordon
- Civetot
- Nicée
- Dorylée
- Antioche
- Ma'arra
- Jérusalem
- Ascalon

Le siège de Jérusalem lors de la première croisade dure du 7 juin au 15 juillet 1099. La situation est alors singulière : partis pour libérer les lieux saints de la domination turque seldjoukide afin de pouvoir rétablir la route des pèlerinages, les croisés se retrouvent face à une ville reprise entre-temps par les Fatimides qui n'y ont jamais fait obstacle. Point culminant de la première croisade, ce siège permet aux croisés de se saisir de Jérusalem, et de fonder le royaume de Jérusalem.

## Contexte
Après la prise d'Antioche le 3 juin 1098, les croisés restent dans la région jusqu'à la fin de l'année. Le légat pontifical Adhémar de Monteil est mort, et Bohémond de Tarente réclame Antioche pour son compte. Baudouin de Boulogne s'installe à Édesse où il jette les bases du comté. Des dissensions apparaissent entre les chefs croisés quant à la conduite à tenir. Raymond IV de Toulouse, mécontent d'être mis à l'écart lors de l'attribution d'Antioche, quitte la ville pour assiéger Maarat al-Nouman. À la fin de l'année, une petite armée de chevaliers et de soldats commence à marcher sur Jérusalem,,.
Le 5 janvier 1099, Raymond démantèle la forteresse de Ma'arrat. Le 13 janvier, l'armée reprend sa marche vers le sud, nu-pieds et vêtue en pèlerins, suivie par Robert et Tancrède de Hauteville. Longeant la côte méditerranéenne, ils rencontrent peu de résistance, les seigneurs musulmans locaux préférant acheter la paix en les approvisionnant. Certains, étant sunnites, préfèrent aussi le pouvoir des Croisés à la domination du Califat fatimide qui est chiite,.
Raymond projette de prendre la ville de Tripoli pour se tailler un fief analogue à celui de Bohémond. Il commence par assiéger la ville voisine d'Arqa, du 14 février au 13 mai, sans succès. De leur côté, Godefroy et Robert II de Flandre (qui refusent d'être vassaux de Raymond, ainsi que les croisés restant à Lattaquié), prennent le chemin du sud en février. Bohémond les accompagne, puis retourne rapidement à Antioche. À cette date, Tancrède quitte le service de Raymond et se joint à Godefroy, pour une raison inconnue. Une autre troupe, mais alliée à Godefroy, prend un autre chemin sous la conduite de Gaston IV de Béarn,,.
Godefroy, Robert, Tancrède et Gaston arrivent à Arqa en mars, alors que le siège se prolonge. La situation est tendue, non seulement entre les chefs croisés, mais aussi au sein du clergé : depuis la mort d'Adhémar de Monteil, le 1er août 1098, il n'y a plus vraiment de chef religieux. Après la découverte de la Sainte Lance par Pierre Barthélémy, des accusations de fraudes s'échangent entre les différentes factions cléricales. Finalement, en avril, Arnoulf de Rœux met Pierre au défi d'une ordalie par le feu. Pierre subit l'épreuve et meurt de ses brûlures, discréditant ainsi la Sainte Lance et sapant définitivement l'autorité de Raymond sur la croisade,,.

## Déroulement

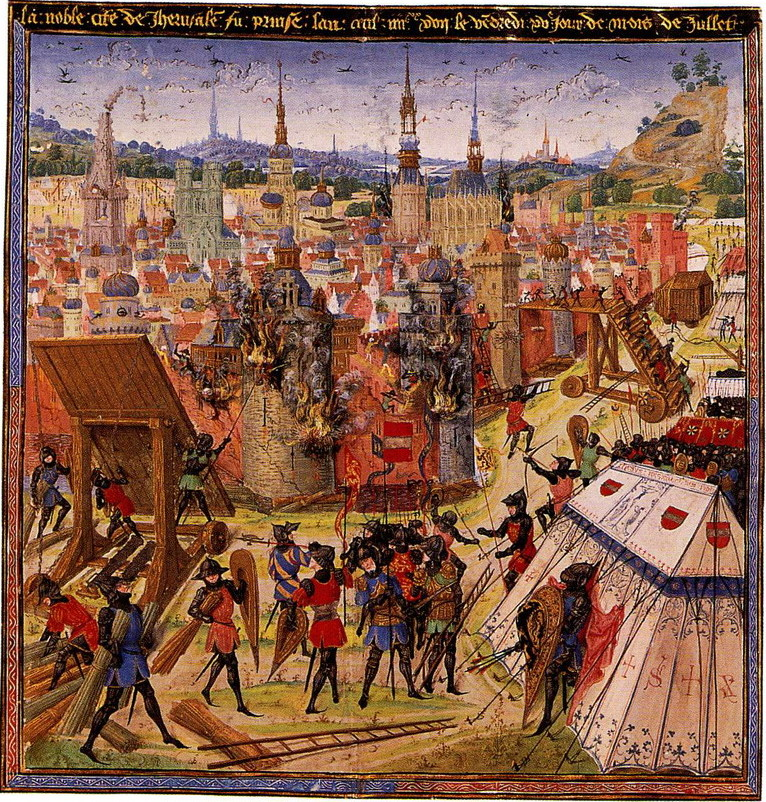
Siège de Jérusalem par les Croisés en 1099. Représentation entre le.

Le siège d'Arqa prend fin le 13 mai, quand les croisés quittent les lieux, sans avoir pris la ville. Les Fatimides tentent de faire la paix, à la condition que les croisés ne continuent pas jusqu'à Jérusalem. Cette offre est évidemment rejetée : apparemment, le gouverneur fatimide de Jérusalem ne comprend pas pourquoi les croisés sont venus jusqu'en Terre sainte.
Ils arrivent à Tripoli où le dirigeant de la ville leur donne de l'argent et des chevaux. Selon la chronique anonyme Gesta Francorum, il émet aussi le vœu de se convertir au christianisme si les croisés réussissent à prendre Jérusalem à ses ennemis fatimides. Continuant leur route vers le sud, les croisés dépassent Beyrouth le 19 mai, Tyr le 23 mai et changent de direction à Jaffa, gagnant le 3 juin Rama abandonnée par ses habitants. L'évêché de Rama-Lydda y est établi à l'église Saint-Georges (un héros de la croisade populaire), avant de continuer vers Jérusalem. Le 6 juin, Godefroy envoie Tancrède et Gaston prendre Bethléem, où Tancrède plante sa bannière sur l'église de la Nativité. Le 7 juin, les croisés atteignent enfin Jérusalem. Beaucoup pleurent en voyant enfin la ville pour laquelle ils ont entrepris un si long voyage,,.
De même qu'au siège d'Antioche, les croisés souffrent probablement plus pendant le siège que les habitants de la ville, à cause du manque de vivres et d'eau autour de Jérusalem. La ville s'est bien préparée pour le siège, et le gouverneur a fait expulser de nombreux chrétiens à l'approche des troupes croisées. De l'estimation de 7 000 chevaliers ayant pris part à la croisade, il n'en reste qu'environ 1 500, avec environ 12 000 fantassins (sur peut-être 20 000 au départ).
Godefroy, Robert de Flandre et Robert Courteheuse (qui a quitté Raymond pour rejoindre Godefroy), encerclent la ville au nord et au sud, tandis que Raymond installe son camp à l'ouest, face à la tour de David et à la colline de Sion. Un premier assaut le 13 juin est un échec. Sans eau ni nourriture, de nombreux hommes et animaux meurent de soif et de faim: les croisés savent que le temps leur est compté. Peu après le premier assaut, plusieurs navires chrétiens, notamment génois, abordent à Jaffa, et les croisés peuvent s'approvisionner pour quelque temps. Ils se procurent du bois en Samarie pour construire des machines de siège, dont des perrières et trébuchets. Ils ont peu de vivres et à la fin du mois de juin, ils apprennent qu'une armée fatimide marche vers eux,.

### L'assaut final

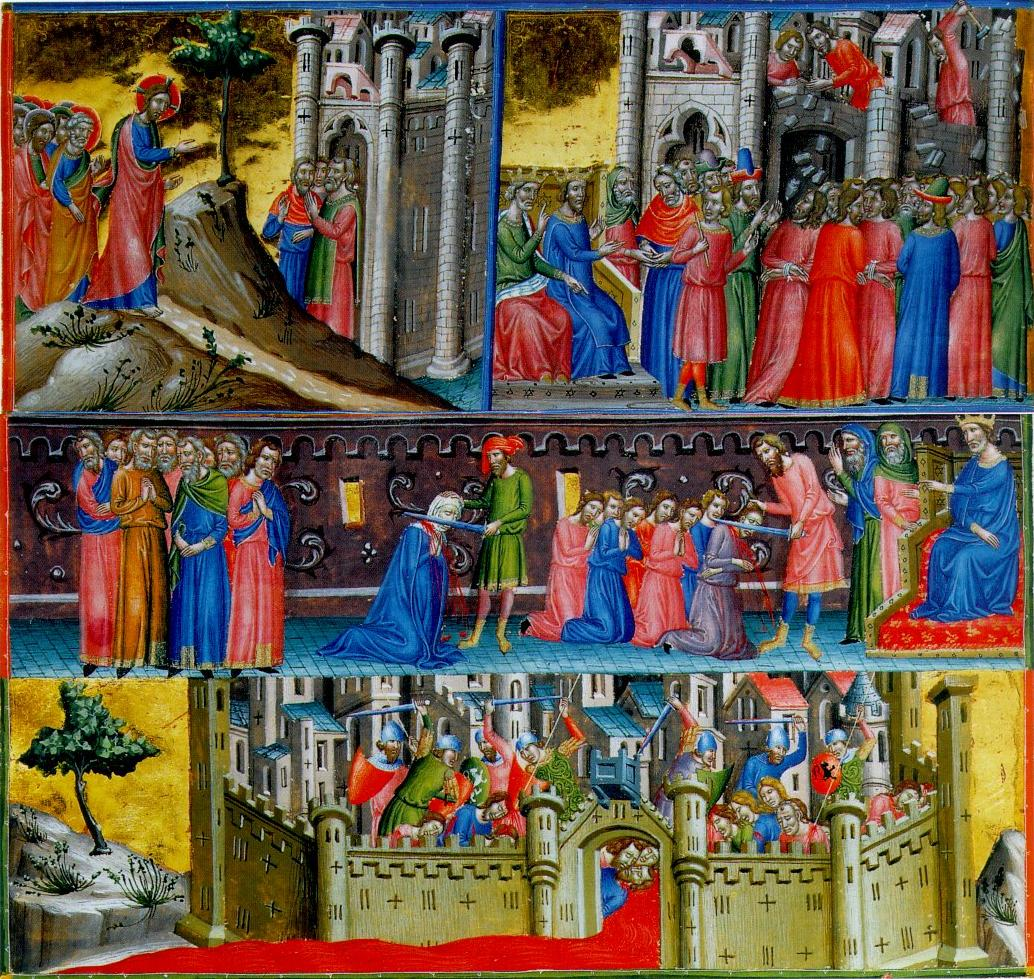
Prise de Jérusalem (d'après une miniature entre le).

Pendant le siège, plusieurs tentatives sont repoussées. Trois machines de siège sont amenées près des murs dans la nuit du 14 juillet. La tour d'assaut de Godefroy de Bouillon atteint la muraille la première. Auger de Membrède, un Béarnais, et deux Tournaisiens, des frères du nom de Lethalde (Lethold) et Engelbert sont les premiers à mettre le pied dans la ville, suivis par Godefroy, son frère Eustache, Tancrède et leurs hommes. Pour certaines sources, notamment italiennes, le premier chevalier à s'introduire dans la ville est le florentin Pazzino de' Pazzi, qui a escaladé les murailles à main nue,.
La tour de Raymond est retardée par un fossé, mais comme les croisés ont déjà pénétré la ville, les gardes musulmans se rendent et leur ouvrent les portes,,.
Les relations de l'époque rapportent qu'une fois les croisés dans la ville, un massacre s'ensuivit, de tous les musulmans qui n'avaient pas fui et des juifs brûlés dans leurs synagogues, les tueries durant jusqu'au matin suivant. Tancrède, qui avait demandé le quart du Temple pour lui, accorde sa protection aux habitants et soldats, mais ne peut empêcher le massacre de ces derniers par les autres croisés.
Le bilan varie selon les sources : pour les chrétiens, 10 000 morts, pour les musulmans, 70 000. Toutefois, ces chiffres sont déclarés irréalistes par Peter Thorau (de), qui affirme qu'il est très peu probable que la ville à l'époque ait une population totale de cet ordre : les chroniqueurs médiévaux ayant tendance à exagérer les forces armées et le nombre de morts.
De fait Raymond, le comte de Toulouse, assure la population de sa protection, et selon le récit de l'émir d'Ashkelon,,,, le gouverneur de Jérusalem qui s'était barricadé dans la tour de David, obtient de Raymond la vie sauve pour lui et ses hommes, et ils peuvent se rendre à Ashkelon avec la population civile, femmes et enfants.
Montefiore : « à en croire les recherches les plus récentes, le massacre fut plus limité, faisant peut-être dix mille victimes, soit nettement moins que les futurs massacres commis par les musulmans à Édesse et à Acre. Le contemporain le mieux placé, al-Arabi, qui avait vécu à Jérusalem et se trouvait en Égypte en 1099, parle de trois mille personnes assassinées à Al-Aqsa. Tous les juifs non plus ne périrent pas. Il y eut évidemment des survivants, tant chez eux que chez les musulmans. Curieusement, il semble que, à des fins religieuses et de propagande, les chroniqueurs croisés aient considérablement exagéré l’étendue de leurs propres crimes. Ainsi en allait-il de la guerre sainte. »
Richard : « Ce massacre, dont la description a été répétée à satiété, n'a cependant pas été systématique. Des lettres hébraïques retrouvées dans la Guéniza du Caire rapportent qu'une partie des juifs de Jérusalem furent amenés sous escorte à Ascalon où leurs coreligionnaires d'Égypte les rachetèrent, eux et leurs livres. Et on y note, avec surprise, que les Francs avaient respecté les femmes. Les chrétiens avaient été expulsés par le gouverneur fatimide ; les croisés à leur tour paraissent avoir vidé la ville de sa population musulmane ».

### Le miracle de Frère Gérard
Frère Gérard, supérieur du xenodochium d'Amalfi à Jérusalem, reste dans la ville lors de l'attaque des croisés. Il les aide en leur jetant du haut de la muraille des miches de pain. Surpris, il est conduit devant le gouverneur de la ville. Les miches de pain s'étaient transformées en pierres. Le gouverneur n'y voit pas malice et renvoie Gérard lapider les croisés avec… des miches de pain.

## Conséquences
Après le massacre, Godefroy de Bouillon devient Advocatus Sancti Sepulchri (Avoué du Saint-Sépulcre), le 22 juillet, refusant d'être roi dans la ville où est mort le Christ.
Raymond ayant refusé de prendre aucun titre, Godefroy le convainc d'accepter la tour de David. Raymond part en pèlerinage et, en son absence, Daimbert de Pise (opposé à Raymond à cause du soutien de ce dernier envers Pierre Barthélémy), est élu le 1er août premier patriarche latin de Jérusalem (les prétentions du patriarche grec sont ignorées).
Le 5 août, après avoir enquêté auprès des survivants de la ville, Arnoul de Rœux découvre la relique de la Sainte Croix,.
Le 12 août, Godefroy conduit une armée, avec la Sainte Croix, pour combattre l'armée fatimide à Ascalon. C'est une victoire croisée, qui permet la création du royaume latin de Jérusalem, mais, après celle-ci, la plupart des croisés considèrent leur vœu accompli et retournent en Europe.

### Sources
- Pierre Aubé : Jérusalem 1099, Actes Sud, 1999, p. 357.
- René Grousset, Histoire des croisades et du royaume franc de Jérusalem - I. 1095-1130 L'anarchie musulmane, Paris, Perrin, 1934 (réimpr. 2006), 883 p..
- Pierre Langevin, Le Moyen Âge pour les nuls, Paris, éditions First, 2007, p. 111.
- Amin Maalouf, Les Croisades vues par les Arabes, J’ai lu, 1983 (ISBN 978-2-290-11916-7).
- Jacques Heers, La première croisade : Délivrer Jérusalem, Éditions Perrin, coll. « Tempus », 1995 (ISBN 978-2-262-01868-9).
- Jean Richard, Histoire des Croisades, Paris, éditions Fayard, novembre 1996.